# ميك جاتو
ميك جاتو (بالإنجليزية: Mick Gatto)‏ (6 أغسطس 1955 بملبورن في أستراليا - ) هو ملاكم أسترالي، صنّف ضمن فئة وزن ثقيل.